# Crepis crocea
Crepis crocea là một loài thực vật có hoa trong họ Cúc. Loài này được (Lam.) Babc. mô tả khoa học đầu tiên năm 1941.